# 31 janvier dans les chemins de fer
31 décembre 31 février
Chronologies thématiques
- Croisades
- Sports
- Disney

Cette page concerne les événements qui se sont déroulés un 31 janvier dans les chemins de fer.

## Événements

### XIXesiècle
- 1874. Espagne : rachat de la Nueva Compañia del Ferrocarril de Alar a Santander par la Compañia de los Caminos de Hierros del Norte pour la somme de 92 702 000 reales

### XXIesiècle
- 2005, États-Unis : General Motors se désengage de la construction de locomotives bimode en vendant sa division Electro-Motive à un groupe d'investisseurs menés par Greenbriar Equity Group et Berkshire Partners.